# Нектарий Оптинский
Некта́рий О́птинский (в миру — Никола́й Васи́льевич Ти́хонов; 1853, Елец, Орловская губерния — 12 мая 1928, Холмищи, Брянская губерния) — священнослужитель Русской православной церкви, иеромонах. Прославлен как местночтимый 26 июля 1996 года, общецерковно вместе с другими 12-ю Оптинскими старцами на Архиерейском соборе 13—16 августа 2000 года; ещё при жизни почитался как старец.

## Биография
Родился в 1853 году в городе Ельце Орловской губернии в бедной семье Василия и Елены Тихоновых. Отец его был рабочим на мельнице и рано умер. Мать умерла вскоре после смерти отца, и мальчик остался круглым сиротой. С 11 лет он стал работать в купеческой лавке и к 17 годам дослужился до младшего приказчика.
В 1873 году Николай отправился в Оптину пустынь, где его принял преподобный старец Амвросий. Содержание их беседы преподобный Нектарий никому не открывал, но после неё решил навсегда остаться в скиту. Его духовным наставником стал преподобный Анатолий.
Под руководством своих наставников преподобный Нектарий быстро возрастал духовно. 14 марта 1887 года он был пострижен в мантию, а 19 января 1894 года был посвящён в сан иеродиакона, и ещё через четыре года был рукоположён Калужским архиереем в сан иеромонаха. В 1912 году оптинская братия избрала его в старцы.
В апреле 1920 года был пострижен в великую схиму.
После закрытия монастыря в 1923 году преподобного Нектария арестовали. После возвращения непродолжительное время проживал в Плохино, после в селе Холмищи Ульяновского района Калужской области в крестьянской семье.
Скончался преподобный Нектарий 29 апреля (12 мая) 1928 года в возрасте 75 лет и был похоронен на сельском кладбище. После возрождения Оптиной пустыни, 16 июля 1989 года, в день памяти митрополита Московского Филиппа, состоялось обретение мощей преподобного Нектария.